# Río Kolubara
El Kolubara (en serbio cirílico: Колубара), es un corto río de Serbia, afluente por la derecha del río Sava que discurre por la parte occidental del país. Tiene una longitud de 123 km.

## Origen
El Kolubara se origina como el Obnica, en la región de Podgorina de la Serbia occidental, en la montaña Povlen bajo el pico Medvednik. Fluye hacia el norte, cerca del pueblo de Bobova, gira hacia el oeste (en esta parte el río es también conocido como Jadar), y en la ciudad de Valjevo, se encuentra con el río Jablanica desde el sur y forma el Kolubara, nombre con el que el río es conocido durante el resto de su curso. El Obnica tiene 25 km de largo.
El Jablanica también se origina en la montaña Povlen, justo a unos pocos kilómetros lejos de Obnica, bajo el pico Jablanik. Se curva alrededor del monte Parač y cerca del pueblo de Balinović, antes de encontrar al Obnica en Valjevo. El Jablanica tiene 24 km de largo.
También es este el principio de la región, de 90 km de largo, del valle de Kolubara, dividida en dos partes amplias, a las que se refieren como Kolubara Superior (gornja) y Kolubara Inferior (donja) (alrededor del suburbio de Belgrado de Obrenovac).

## Características
Debido a los muchos afluentes largos que crean un sistema muy ramificado dentro de la cuenca hidrográfica del río, el corto Kolubara drena una zona relativamente amplia de 3.639 km². Pertenece a la cuenca hidrográfica del mar Negro.
El río no es navegable, pero su valle es muy importante para el transporte. Aquí se encuentran la carretera Belgrado-Valjevo, partes de la carretera Belgrado-Šabac, Ibarska magistrala (autopista del Ibar) y el ferrocarril Belgrado-Bar.
El Kolubara fue el lugar de una de las grandes batallas de los Balcanes en la Primera Guerra Mundial, la batalla de Kolubara en 1914.